# Cantone di La Ferté-Vidame
Il Cantone di La Ferté-Vidame era una divisione amministrativa dell'arrondissement di Dreux.
A seguito della riforma approvata con decreto del 24 febbraio 2014, che ha avuto attuazione dopo le elezioni dipartimentali del 2015, è stato soppresso.

## Composizione
Comprendeva i comuni di:
- Boissy-lès-Perche
- La Chapelle-Fortin
- La Ferté-Vidame
- Lamblore
- Morvilliers
- Les Ressuintes
- Rohaire